# Joan Pérez García de Oliván
Joan Pérez García de Oliván nascut com Juan Pérez García de Oliván (Aragó, ? — la Seu d'Urgell (probable), 23 de setembre de 1560) fou un religiós que ostentà el títol de bisbe d'Urgell i copríncep d'Andorra.
Joan Pérez García de Oliván fou fill segon del cavaller Joan García i de Joana Pérez de Oliván, germà de Felipe Garcia i Pérez de Oliván, mossèn de Carles V del Sacre Imperi Romanogermànic i I d'Espanya i Felip II de Castella i primogènit de la unitat familiar de Jerónimo García Pérez de Oliván, qui fou merino de la ciutat de Saragossa, cavaller armat l'any 1535, membre de l'Orde de Sant Jaume el 1549 i morí a Portugal el 1554.
Segurament fou governador i visitador del Canal Imperial d'Aragó i Navarra (en algun moment desconegut anterior a 1542). Fou canceller de competències des de gener de 1542 fins poc temps després perquè el 1543 consta com abat de Santa Maria d'Alaó i diputat del Regne d'Aragó (representant el monestir mencionat). Des del 24 d'abril de 1556 fou bisbe d'Urgell fins a la seva mort el 23 de setembre de 1560. Mentrestant també fou comissari de la Santa Creuada, conservador de les ordes militars de Sant Jaume, Calatrava i Alcántara, consultor del Sant Ofici per nomenament el 9 de març de 1543, jutge de residència i capellà de Carles V.

## Escrits
Consta una carta de Joan García de Oliván, abat d'Alaó (posterior bisbe d'Urgell) a Martí Pérez de Oliván, inquisidor de Cardona i abat del Monestir de Sant Joan de la Penya, tractant la recol·lecció de fruits de la seva abadia i comunicant-li que ha passat per Saragossa en Ferran d'Àustria, rei de Hongria i Bohèmia.
Declaració de peu de pàgina:
| « | Saragossa, 15 de Juliol de 1551 Copia manuscrita a lletra de finals del segle xvi A-48, fº 139, Los fº 140 a 142 estan en blanc | » |